# 蒙兀兒繪畫
莫臥兒繪畫，是16-19世紀時期北印度莫臥兒帝國發展出的繪畫藝術，受波斯細密畫影響，後發展出自己的風格。
它們一般是書籍中的插畫，也可以出現在獨立的畫冊，題材包括戰鬥場面、傳奇故事、狩獵場景、野生動物、皇室生活、神話以及個人自畫像。
蒙兀兒繪畫的特色是對題材的寫實描繪，莫臥兒繪畫風格後來傳播到其他印度宮廷，包括穆斯林和印度教王國，以及後來的錫克帝國，並且經常被用來描繪印度教主題。它在這些宮廷中發展了許多區域風格，趨於變得更大膽但不那麼精緻。這些通常被描述為“後莫臥兒”。